# Frysihjältjärnen, Norrbotten
Frysihjältjärnen är en sjö i Piteå kommun i Norrbotten och ingår i Piteälvens huvudavrinningsområde. Frysihjältjärnen ligger i Piteälven Natura 2000-område.